# Kardynał protektor
Kardynał protektor – od XIII wieku do 1964 jedna z funkcji w Kurii Rzymskiej sprawowana przez duchownego w randze kardynała. W przeszłości można było wyróżnić następujące kategorie kardynałów protektorów:
- protektorzy zakonów oraz poszczególnych wspólnot zakonnych, w tym także zakonów rycerskich dysponujących własnymi państwami (joannici, Krzyżacy)
- protektorzy instytucji religijnych (sanktuaria, kościoły, fundacje, kolegia, szpitale)
- protektorzy monarchii katolickich (tzw. protektorzy koron)
- protektorzy poszczególnych regionów i wspólnot lokalnych (głównie włoskich)
- protektorzy wspólnot unickich (np. Ormian, Abisyńczyków)
- protektorzy tytularni królestw będących pod władzą protestantów (Anglia, Irlandia, Szkocja, Szwecja).

Kardynał protektor był wyrazicielem interesów państw, wspólnot bądź instytucji, nad którymi sprawował protekcję, wobec Stolicy Apostolskiej. Jego kompetencje były zróżnicowane, począwszy od honorowego jedynie patronatu do praktycznie pełnej kontroli w przypadku niektórych instytucji. Do połowy XX wieku funkcje protektorskie nad krajami, zakonami czy innymi instytucjami należały do istotnych obszarów zadań członków Kolegium Kardynalskiego.

## Protektoraty zakonne

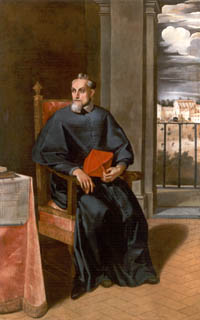
Kardynał Antonio Marcello Barberini (zm. 1646) był protektorem swego macierzystego zakonu kapucynów

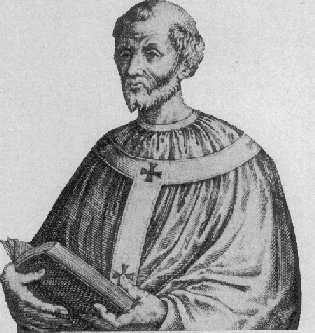
Aleksander IV (1254–1261) przed wyborem na papieża był protektorem zakonu franciszkanów

Chronologicznie najstarsze są protektoraty wspólnot zakonnych, które pojawiły się w XIII stuleciu. Zakon franciszkanów niemal od samego początku swego istnienia miał oficjalnego protektora w Kurii Rzymskiej, a konstytucja zakonu z 1223 przyznawała mu miejsce w strukturach zakonnych wraz z określeniem kompetencji; pierwszym protektorem franciszkanów został kardynał Ugolino di Segni, późniejszy papież Grzegorz IX (1227–1241). Do końca XIII wieku swoich protektorów zyskały też zakony augustianów (kard. Riccardo Annibaldi w 1243), humiliatów (kard. Ottone de Tonengo w 1246), serwitów (kard. Guglielmo Fieschi w 1251), benedyktyńskie kongregacje kamedułów i wallombrozjan (kard. Ottaviano Ubaldini ok. 1256) i prawdopodobnie zakon cystersów (kard. Jan z Toledo). W XIV wieku swoich oficjalnych protektorów w Kurii zyskali dominikanie (kard. Guillaume d’Aigrefeuille w 1373) oraz niektóre zakony rycerskie (Krzyżacy i joannici). Od XVI do początków XX wieku niemal wszystkie istniejące zakony miały kardynała protektora. Istotnym wyjątkiem byli tu jednak jezuici oraz większość zakonów rycerskich.

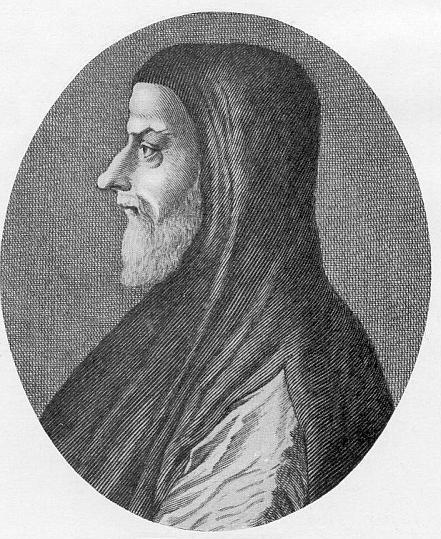
Kardynał Bessarion (zm. 1472), protektor franciszkanów i bazylianów

Prerogatywy kardynała protektora różniły się w zależności od zakonu, jednak można wyznaczyć pewne ogólne ich ramy. Protektor miał na ogół prawo zwoływania i przewodniczenia kapitułom generalnym w Rzymie, bronił interesów danego zakonu na konsystorzach i podczas obrad kongregacji, zazwyczaj był też osobą zajmującą się w Kurii kwestiami problemowymi dotyczącymi danego zakonu. Mógł też ingerować w przypadku wewnętrznych konfliktów w zakonie, na ogół konsultowano się z nim również przy tworzeniu lub zmianach w regule zakonnej. Nie miał natomiast żadnej jurysdykcji nad władzami zakonnymi, w szczególności nie mógł ich powoływać ani odwoływać czy choćby ingerować bezpośrednio w ich wybór. Zasadniczo nie miał też prawa wykonywać w zakonie władzy przysługującej przełożonym zakonnym.
Do objęcia funkcji protektora zakonu wymagana była nominacja papieska, jednak często kandydatura była zgłaszana przez władze zakonne.
Specyficzna była rola protektorów zakonów rycerskich mających własne państwa, to znaczy joannitów i zakonu krzyżackiego. Pełnili oni funkcje zbliżone do protektorów koron, albowiem oprócz spraw stricte zakonnych bronili oni także ich politycznych interesów.

## Protektorzy instytucji religijnych

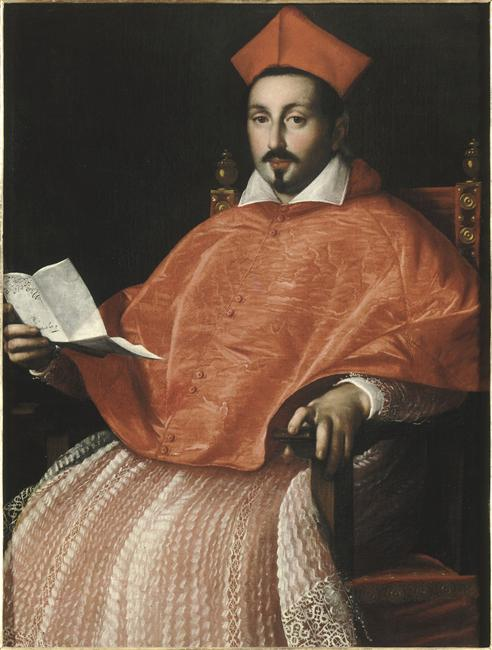
Kardynał Scipione Borghese (zm. 1633) był protektorem m.in. sanktuarium w Loreto oraz katolików obrządku ormiańskiego

Liczne klasztory, sanktuaria, kościoły, nawet pojedyncze kaplice, jak również hospicja, szpitale, kolegia, instytucje edukacyjne i charytatywne, bractwa itp., głównie z terenu Włoch, miały swoich kardynałów protektorów. Odmiennie niż w przypadku zakonów, protektorzy ci z reguły mieli pełną jurysdykcję nad tymi instytucjami. Najsłynniejszym i najbardziej prestiżowym protektoratem tego rodzaju w XVI–XVII wieku był protektorat sanktuarium maryjnego w Loreto. Wśród instytucji oraz miejsc kultu mających w przeszłości swych protektorów można wymienić też m.in. Papieskie Kolegium Północnoamerykańskie, Gwardię Szwajcarską, rzymskie bractwo S. Girolamo della Carita, Bazylikę S. Maria Maggiore i wiele innych.

## Protektorzy wspólnot unickich
Począwszy od XVI wieku w Kurii mianowano także protektorów katolików obrządków wschodnich. Przykładowo, w 1546 Guido Ascanio Sforza jest wspomniany jako protektor Ormian, podobnie Cinzio Passeri Aldobrandini w 1604 oraz Scipione Caffarelli-Borghese w 1624 i 1630. W 1560 Giovanni Girolamo Morone był protektorem Abisyńczyków, a w 1569 Antonio Carafa protektorem Maronitów. Protektorami grekokatolików byli m.in. Giulio Antonio Santori (1573–1602) i Prospero Colonna di Sciarra (1747–1765).

## Protektorzy koron

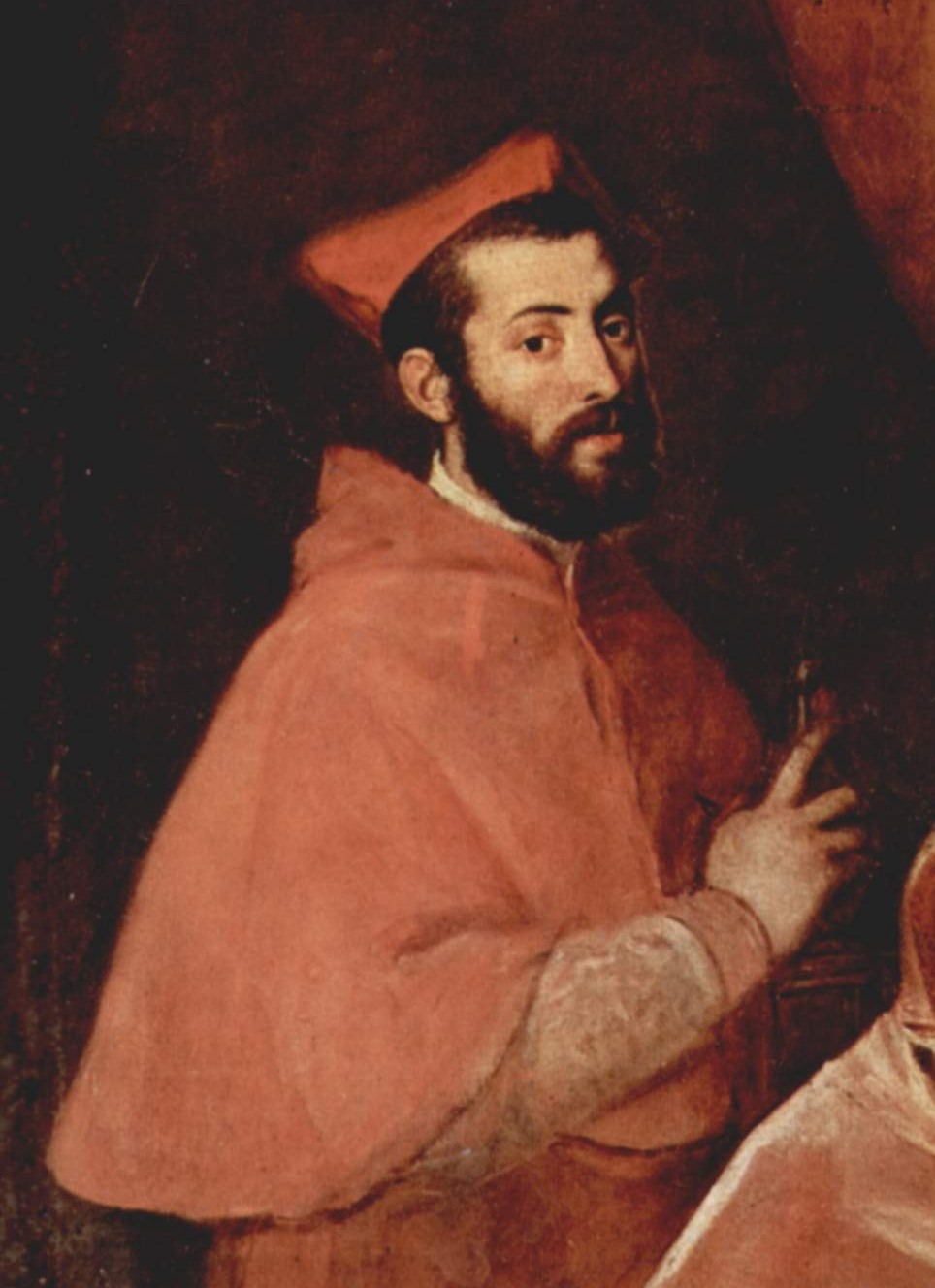
Kardynał Alessandro Farnese, protektor Polski w latach 1544–1589

Najbardziej doniosłą politycznie rolę odgrywali protektorzy monarchii katolickich, którzy byli oficjalnymi reprezentantami królów na dworze papieskim, działającymi czasem obok świeckiego ambasadora danego króla, a niekiedy wręcz zamiast niego. Do obowiązków kardynała protektora, oprócz pilnowania politycznych interesów króla, należało także referowanie w Kurii spraw dotyczących obsady kościelnych urzędów i beneficjów w danym królestwie. Kardynałowie ci z reguły otrzymywali stałą pensję od dworu, którego interesów bronili, a często mieli prawo także do objęcia lukratywnych beneficjów na obszarach im podległych.

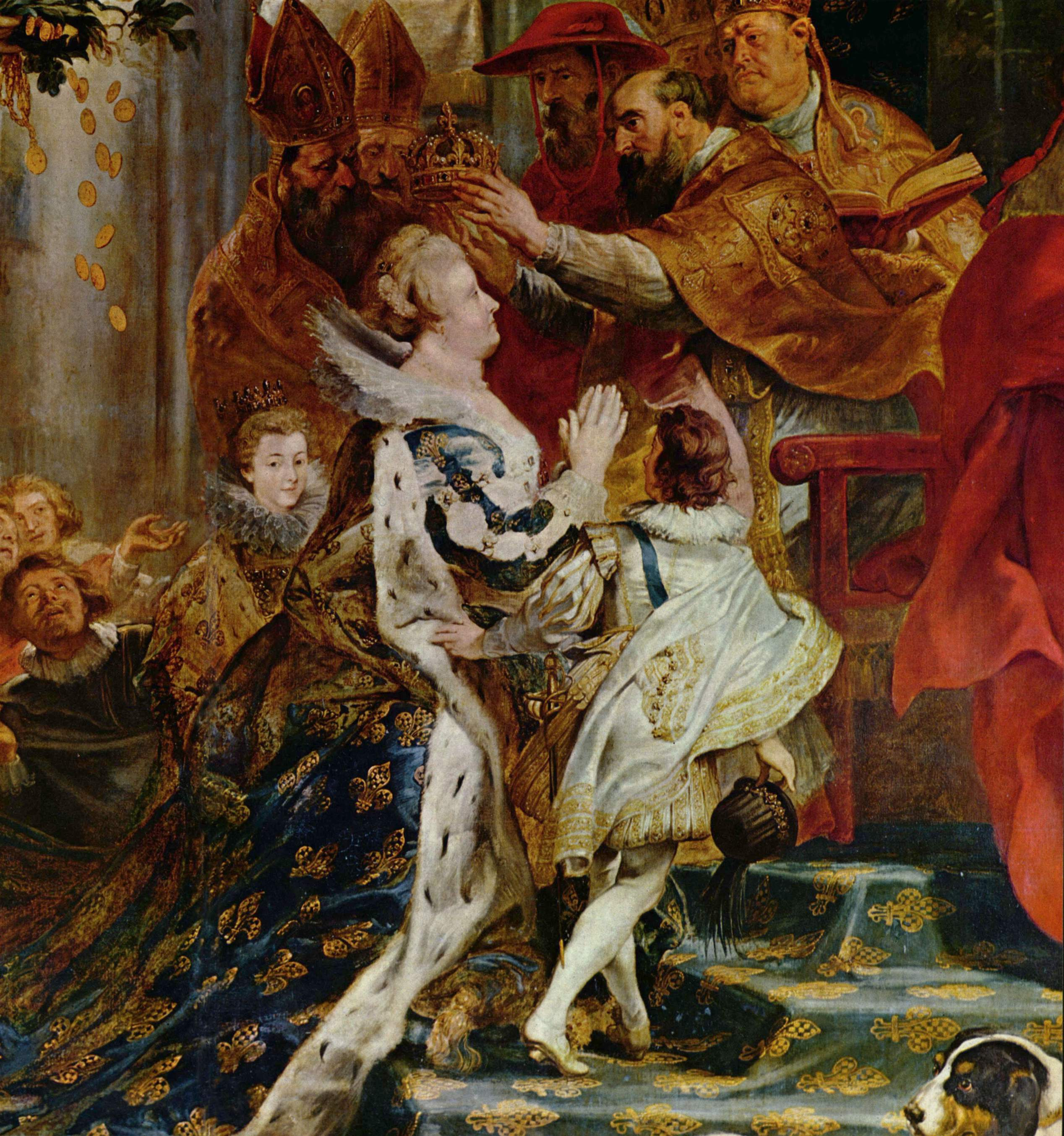
Kardynał François de Joyeuse, na obrazie koronujący Marię Medycejską, był protektorem Francji w latach 1587–1615

Rolę doradcy papieża w sprawach królestwa, księstwa czy republiki wyznaczyła kardynałowi protektorowi bulla papieża Aleksandra VI z 1497 roku. Statuowała ona zasadę „Cardinalis non sit consiliarus principium”. Do najistotniejszych zadań kardynała protektora należało uzyskiwanie zatwierdzenia dla królewskich nominacji biskupich oraz relacjonowanie przeprowadzanych przez nuncjuszy procesów informacyjnych.
Pierwsze wzmianki o protektorach katolickich monarchii pochodzą z II połowy XIV wieku, np. Guillaume de la Jugié (zm. 1374) od 1353 był protektorem króla węgierskiego Ludwika, a od 1365 Pierre Roger de Beaufort (papież Grzegorz XI, 1370–78) był protektorem królowej Neapolu Joanny. Urban VI (1378–1389) zakazał jednak tego rodzaju aktywności kardynałom. Zakaz ten najwyraźniej uchylono, jako że w początkach XV wieku kardynał Branda de Castiglione jest udokumentowany jako protektor Polski (od 1421), jednak w 1425 Marcin V ponowił ten zakaz i aż do 1485 Stolica Apostolska nie uznawała w ogóle takiego urzędu, uważając, że kardynałowie powinni być bezwzględnie lojalni wobec papieża. Stopniowo jednak papieże pogodzili się z funkcjonowaniem w Kolegium Kardynalskim oficjalnych rzeczników świeckich monarchii. Już za Innocentego VIII kardynał Jean Balue wprost tytułował się jako protektor Francji, a w 1492 Aleksander VI uznał kardynała Francesco Piccolomini za oficjalnego protektora Anglii. Za Juliusza II (1503–1513) pojawili się kardynałowie protektorzy Szkocji, Polski, Czech i Węgier, a za Leona X (1513–1521) także Rzeszy Niemieckiej, Danii i królestw z Półwyspu Iberyjskiego. Od tego czasu instytucja ta na dobre zadomowiła się w Kurii Rzymskiej W odróżnieniu od protektoratów „religijnych”, protektorzy królestw byli wyznaczani przez monarchów, a nie papieża.

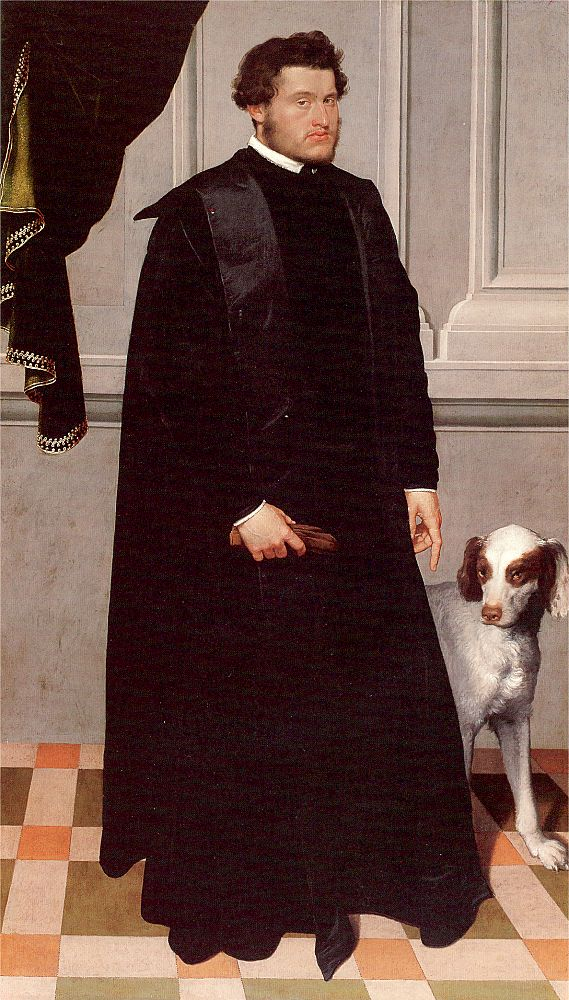
Kardynał Ludovico Madruzzo, reprezentant Habsburgów w Kurii Rzymskiej w latach 1573–1600

W XVII wieku swych protektorów na dworze papieskim mieli królowie Francji, Hiszpanii, Portugalii i Polski jak również cesarz rzymski i książę Sabaudii; o ile jednak monarchowie Francji, Portugalii, Polski i Sabaudii mieli co do zasady tylko po jednym protektorze, o tyle cesarzowi przysługiwało prawo wyznaczenia dwóch protektorów, a królowi hiszpańskiemu od trzech do sześciu. Wynikało to ze struktury władztwa tych monarchów. Cesarz wyznaczał z jednej strony protektora dziedzicznych ziem Habsburgów (Austrii), a z drugiej protektora Rzeszy Niemieckiej jako całości. Z kolei król Hiszpanii wyznaczał oddzielnych protektorów dla poszczególnych części składowych swojego imperium tj. Kastylii, Aragonii i Neapolu, a okresowo także dla Sycylii, Flandrii i Portugalii. W praktyce jednak protektoraty te często były łączone w rękach mniejszej liczby kardynałów. Protektoraty Austrii i Rzeszy Niemieckiej od 1682 roku były połączone faktyczną unią personalną. W przypadku Hiszpanii głównym przedstawicielem był zawsze protektor Kastylii, pozostali natomiast odgrywali mniejszą rolę i nawet nie zawsze byli wiernymi stronnikami monarchii hiszpańskiej. Po wygaśnięciu dynastii Habsburgów w Hiszpanii i przejęciu władzy przez Burbonów dwór madrycki zarzucił ten system „wielokrotnego protektoratu” i wyznaczał już tylko jednego protektora dla całej Hiszpanii.

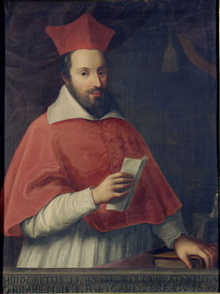
Ippolito d’Este, kardynał protektor Francji w latach 1548–1572

W XVIII wieku swoich protektorów utrzymywały królestwa Hiszpanii, Francji, Portugalii, Polski, Sardynii oraz Obojga Sycylii, jak również dwór cesarski w Wiedniu (formalnie dwa – dla Austrii i dla Niemiec, w praktyce jeden). W tym też okresie nastąpił spadek politycznego znaczenia tej instytucji, czego dowodzą długotrwałe niekiedy wakaty, np. Hiszpania po roku 1760 w ogóle zaprzestała wyznaczania oficjalnego protektora. Okres wojen napoleońskich przyniósł faktyczny kres instytucji kardynała protektora korony. Próby jej rewitalizacji w XIX wieku, kiedy sporadycznie wyznaczano jeszcze protektorów dla cesarstwa Austrii i królestwa Portugalii, okazały się nietrwałe. Ostatnim protektorem tego rodzaju był Vincenzo Vannutelli (zm. 1930), protektor królestwa Portugalii od 1891.
Polityczne znaczenie protektorów koron brało się przede wszystkim z faktu, że byli oni oficjalnymi przedstawicielami królów katolickich na konklawe i nierzadko wykonywali tzw. prawo ekskluzywy w stosunku do politycznie niepożądanych kandydatów na papieża.
Czasami królowie wyznaczali także wiceprotektora, który działał pod nieobecność w Kurii kardynała protektora, lub współprotektora, mogącego działać razem z nim, ale formalnie stojącego niżej w hierarchii. Z instytucji tych korzystali przede wszystkim królowie Francji.

## Tytularni protektorzy koron

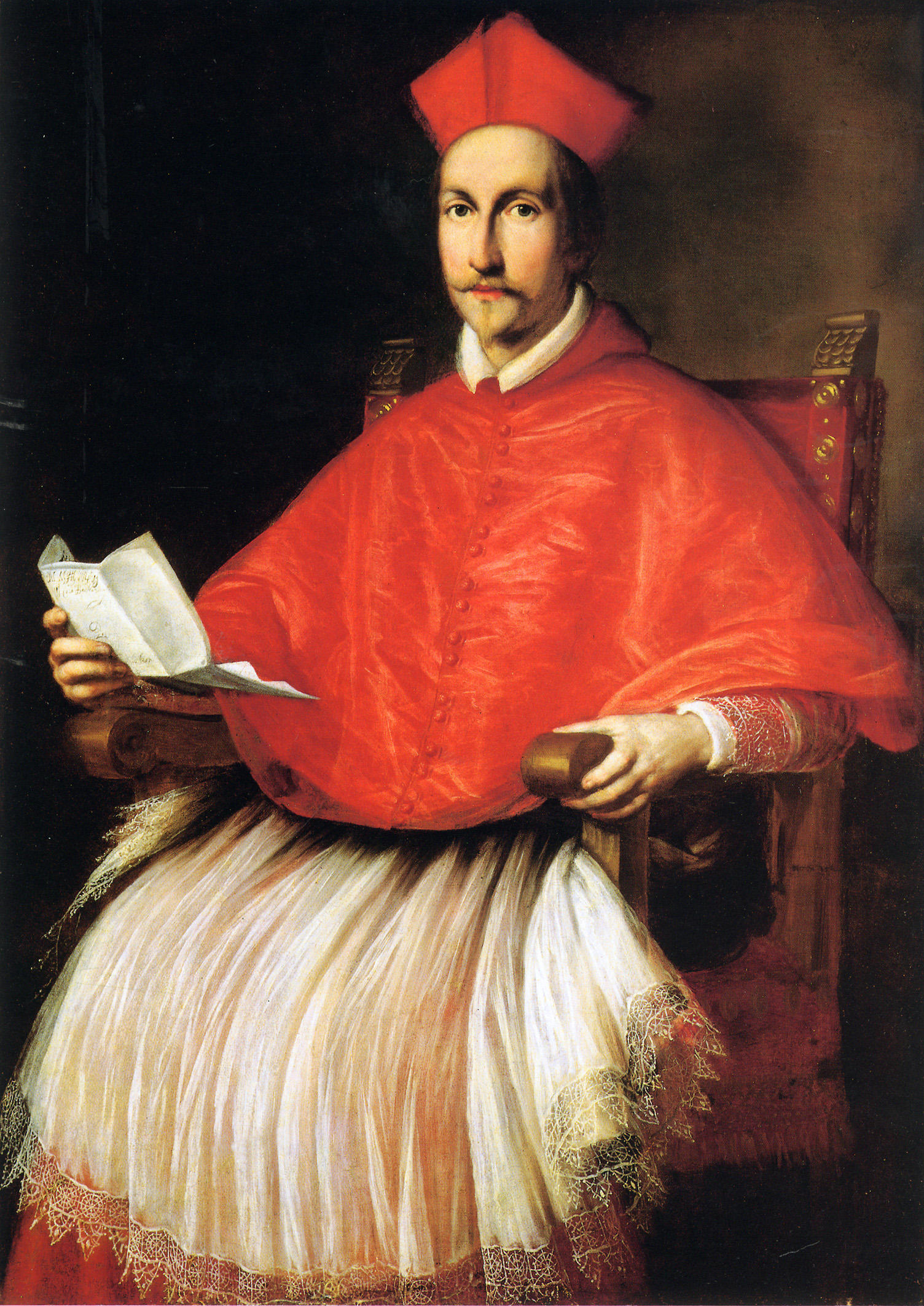
Francesco Barberini, protektor Anglii, Szkocji, Szwajcarii i Republiki Raguzy w latach 1626–1679

Oddzielną kategorię stanowili kardynałowie protektorzy królestw będących pod władzą protestantów. Pod względem tytulatury nie różnili się od innych protektorów koron, jednak w przeciwieństwie do nich nie mieli żadnych powiązań z monarchami czy rządami tych krajów i byli wyznaczani przez papieża. Do tej kategorii należeli protektorzy Anglii, Szkocji i Irlandii po zaprowadzeniu w tych krajach reformacji, a także protektorzy Szwecji, których zaczęto wyznaczać w 1601 na wniosek króla polskiego Zygmunta III Wazy, wysuwającego pretensje do tronu szwedzkiego.
W zakres kompetencji protektorów państw pod władzą protestantów wchodziły głównie sprawy dotyczące katolickich społeczności żyjących w tych państwach lub wywodzących się z nich i przebywających w Rzymie.

## Protektorzy regionów i lokalnych wspólnot
Nie tylko monarchowie mieli swoich protektorów w Kurii. Liczne prowincje, gminy, komuny i republiki, głównie z terenu Włoch, także miały swojego oficjalnego reprezentanta w Kurii, broniącego ich interesów. Ta forma protektoratu jest poświadczona już w początkach XIV wieku. Najistotniejsze i najbardziej prestiżowe były protektoraty katolickich kantonów Szwajcarii oraz republik Genui, Raguzy i San Marino – w przypadku tych ostatnich kardynałowie protektorzy spełniali funkcje ich ambasadorów przy Stolicy Apostolskiej. Ponadto swoich protektorów miało większość miast, gmin i okręgów Państwa Kościelnego, a także niemieckie miasto Augsburg.

## Czasy współczesne
Instytucja kardynalskiego protektoratu została w zasadzie całkowicie zniesiona w 1964. Kilka instytucji zachowało ją jednak jeszcze po tej dacie. Statut rzymskiego Kolegium Capranica zachował tę instytucję do roku 1971, przy czym ostatni protektor, Benedetto Aloisi Masella (zm. 1970), został mianowany w 1965. Do dziś swojego protektora posiada Papieska Akademia Kościelna, którym zgodnie z zarządzeniem papieża Piusa XI z 1937 jest ex officio kardynał sekretarz stanu. Również Papieska Akademia Archeologii Rzymskiej, zgodnie ze swym statutem z 1996, ma kardynała protektora (jest nim ex officio kardynał sekretarz stanu). Natomiast zakon maltański, na mocy konstytucji zakonnej z 1961, ma swojego „kardynała patrona” (obecnie jest nim kardynał Raymond Leo Burke), która to funkcja jest zbliżona do dawnego kardynała protektora.
Warto też dodać, że wielkim mistrzem Zakonu Rycerskiego Grobu Bożego w Jerozolimie jest zawsze jeden z kardynałów (obecnie Fernando Filoni).